# 밴새
밴새 또는 밴세는 조선민주주의인민공화국 및 중화인민공화국 옌볜 조선족 자치주에서 먹는 명절 음식이다. 멥쌀 반죽으로 만든 것은 입쌀밴새, 감자 반죽으로 만든 것은 감자밴새라 부른다.

## 조선민주주의인민공화국
대표적인 추석 음식으로, 나뭇잎 가루로 만든 반죽에 콩이나 채소와 다진 돼지고기를 넣어 손바닥만 하게 만들어 쪄먹는다.

## 중국 옌볜 조선족 자치주
나물을 넣은 만두로, 중국 설인 춘절에 친척 집을 찾아 세배한 뒤 함께 먹는다. 밴새 몇 개 안에 동전을 넣어 만들기도 하는데, 동전이 든 밴새를 먹은 사람에게 복이 온다는 믿음이 있다.

## 같이 보기
- 퍈세
- 편수